# Microstegium borianum
Microstegium borianum är en gräsart som beskrevs av Sur. Microstegium borianum ingår i släktet Microstegium och familjen gräs. Inga underarter finns listade i Catalogue of Life.